# Beatus Corsini
El Beatus Corsini és un manuscrit il·luminat que conté el comentari a l'Apocalipsi de Beat de Liébana. Fou copiat en la segona meitat del segle xii, potser al Monestir de Sahagún. Es conserva a Roma, a la Biblioteca dell'Accademia Nazionale dei Lincei e Corsiniana, amb la signatura Cors. 369, 40.E.6

## Descripció i història
Es tracta d'un beatus atípic per les seves mides molt petites (163 X 93mm), més properes a les habituals d'un llibre d'hores que no pas dels beatus. Consta de 171 folis de pergamí de bona qualitat; escrits a una sola columna de 37 a 40 línies. La lletra és carolina, però en 14 folis és visigòtica. Això posa interrogants sobre l'origen del beatus i sobre la seva unitat originària. A més, la major part de les miniatures van ser mutilades, cosa que també en dificulta l'estudi. Només se'n conserven 8; les miniatures també mostren dos estils; tot plegat fa pensar si no es tractaria originàriament de dos còdexs.
El nom de Beatus Corsini es deu a un dels seus antics propietaris, el cardenal Lorenzo Corsini, futur Climent XII. De la història moderna del manuscrit no se'n sap molt. Sembla que hauria pertangut al Comte-Duc d'Olivares; sembla que el segle xvii pertanyia a Juan Lucas Cortés que potser l'hauria venut al Cardenal Francesco Acquaviva quan va visitar Madrid el 1701. El 1738 el beatus ja estava a la biblioteca del cardenal Corsini.